# ان‌جی‌سی ۴۹۷
ان‌جی‌سی ۴۹۷ (انگلیسی: NGC 497) یک کهکشان مارپیچی میله‌ای است که تقریباً ۳۳۶ میلیون سال نوری از زمین فاصله دارد و در صورت فلکی نهنگ قرار دارد. این کهکشان در ۶ نوامبر ۱۸۸۲ توسط ستاره شناس فرانسوی ادوارد استفان کشف شد.